# Spartacus e gli invincibili dieci gladiatori
Spartacus e gli invencibili dieci gladiatori (Brasil: Spartacus e os Dez Gladiadores, ou Spartacus contra os Gladiadores) é um filme ítalo-franco-espanhol de 1964, do subgênero peplum, dirigido por Nick Nostro.

## Trama
Épico à italiana, filmado em Barcelona, o qual segue a fórmula de I dieci gladiatori (1963), de Gianfranco Parolini, e que o mesmo diretor utilizara com igual elenco em Il trionfo dei dieci gladiatori (1964). Roccia (Vadis) e seu grupo de gladiadores, por terem salvo a vida de Lydia (Davis), filha do senador Varro (Rizzo), são contratados por este para enfrentar o bando de Spartacus (Ravaiolli). Durante a missão, Roccia descobre que os inimigos são escravos em busca de liberdade em sua própria terra. Quando um ajudante do senador provoca um massacre no campo de Spartacus, Roccia alia-se a este. Legiões Romanas são então enviadas para enfrentar os dois grupos sublevados. Originalmente em Techniscope.[carece de fontes?]

## Elenco
- Dan Vadis - Roccia
- Helga Liné - Daliah
- Gianni Rizzo - Senador Sexto Vetúlio
- Ivano Staccioli (John Heston) - Spartacus
- Ursula Davis - Lydia
- Enzo Fiermonte - Rizio
- Salvatore Borghese - Gladiador mudo
- Emilio Messina - Lepto